# Ahmad Muhammad Abd as-Sadik
Ahmad Muhammad Abd as-Sadik (arab. أحمد محمد عبدالصادق; ur. 1 stycznia 1983)  – egipski zapaśnik walczący w stylu klasycznym. Czterokrotny uczestnik mistrzostw świata; dwunasty w 2006. Złoty medalista igrzysk afrykańskich w 2007. Pięć razy stawał na podium mistrzostw Afryki, złoty medalista w 2004, 2005 i 2006. Triumfator igrzysk panarabskich w 2004. Trzeci na mistrzostwach arabskich w 2007. Wicemistrz igrzysk śródziemnomorskich w 2005. Czwarty w Pucharze Świata w 2002 i piąty w 2001.